# Denji Sentai Megaranger
Car Rangers Gingaman
Denji Sentai Megaranger (電磁戦隊メガレンジャー, Denji Sentai Megarenjā, littéralement Megaranger, l'escadron électromagnétique) est une série télévisée japonaise pour du genre sentai en 51 épisodes de 25 minutes, produite en 1997.
C'est la 21e des séries Super sentai.

## Synopsis
Kenta est le champion d'un jeu vidéo d'arcade très populaire, Megaranger.
Grâce à cela, il est invité ainsi que 4 autres membres de son cyber-club à visiter les locaux de l'I.N.E.T. (International Network of Excel-science and Technology (Réseau international de la science et de la technologie)), centre à la pointe de la technologie et réseau de l'élite scientifique mondiale. Pendant la visite, la Terre subit l'attaque terrible d'un envahisseur inconnu. Le professeur Eikichi Kubota, leader de la fédération, avoue à Kenta et ses amis qu'il soupçonnait une invasion extra-terrestre et que Megaranger à défaut d'être un jeu, était un véritable simulateur de combat. Le but ? Recruter les meilleurs soldats pour lutter contre le Royaume du mal électrique Nejiregia, gouverné par le roi Javious I.
Les Mega Rangers du jeu vidéo vont prendre vie à travers ces cinq jeunes héros.

## Personnages

### Mega Rangers
- Kenta Date (伊達 健太, Date Kenta?)[1] / Mega Red (メガレッド, Mega Reddo?)
  - Armes : Drill Saber (ドリルセイバー, Doriru Seibā?)
  - Attaques : Saber Slash (セイバースラッシュ, Seibā Surasshu?), Screw Drill Saber (スクリュードリルセイバー, Sukuryū Doriru Seibā?)
- Kôichirô Endô (遠藤 耕一郎, Endō Kōichirō?)[1] / Mega Black (メガブラック, Mega Black?)
  - Armes : Mega Rod (メガロッド, Mega Roddo?)
  - Attaques : Rod Break (ロッドブレいき, Roddo Bureiki?)
- Shun Namiki (並樹 瞬, Namiki Shun?)[1] / Mega Blue (メガブルー, Mega Burū?)
  - Armes : Mega Tomahawk (メガトマホーク, Mega Tomahōku?)
  - Attaques : Tomahawk Hurricane (トマホークハリケーン, Tomahōku Harikēn?)
- Chisato Jôgasaki (城ケ崎 千里, Jōgasaki Chisato?)[1] / Mega Yellow (メガイエロー, Mega Ierō?)
  - Armes : Mega Sling (メガスリング, Mega Suringu?)
- Miku Imamura (今村 みく, Imamura Miku?)[1] / Mega Pink (メガピンク, Mega Pinku?)
  - Armes : Mega Capture (メガキャプチャー, Mega Kyapuchā?)
- Yûsaku Hayakawa (早川 裕作, Hayakawa Yūsaku?) / Mega Silver (メガシルバー, Mega Shirubā?) (épisodes 24-29, 32-33, 35-38, 40-43, 46, 48-51, Megaranger VS Carranger)
  - Armes : Silver Blazer (シルバーブレイザー, Shirubā Bureizā?)
  - Attaques : Blazer Impact (ブレイザーインパクト, Bureizā Inpakuto?)

### Soutien
- Pr Eikichi Kuboto (久保田 衛吉博士, Kubota Eikichi-hakase?)
- Picoto (ピコット, Pikotto?)
- Shôgo Kawasaki (川崎 省吾, Kawasaki Shōgo?)

### Royaume du mal électrique Neziregia
Le Royaume du mal électrique Neziregia (邪電王国ネジレジア, Jaden Ōkoku Nejirejia) est un empire extra-dimensionnel dirigé par le roi Javious I ; la philosophie de cet empire est basée sur le concept de distorsion et d'asymétrie. Ils opèrent depuis la forteresse Gran Neziros (グランネジロス, Guran Nejirosu).
- Électro-roi maléfique Javious I (邪電王ジャビウス１世, Jaden-ō Jabiusu Issei?) (épisodes 2-43) :
- Dr Hinélar (Dr.ヒネラー, Dokutā Hinerā?) :
- Yugande (ユガンデ, Yugande?) (épisodes (1-8) :
- Shiboléna (シボレナ, Shiborena?) (épisodes 1-50) :
- Bibidebi (ビビデビ, Bibidebi?) :
- Gileel (ギレール, Girēru?) (épisodes 19-32) :

- Les soldats Kunekune (兵士クネクネ, Heishi Kunekune?) sont les fantassins de l'empire.
- Les bêtes Nezire (ネジレ獣, Nejirejū?) sont les monstres envoyés sur Terre par l'empire.

### Nezi Rangers
Les Nezi Rangers (邪電戦隊ネジレンジャー, Jaden Sentai Nejirenjā, littéralement Neziranger, l'escadron électrique maléfique) sont les doubles maléfiques des Mega Rangers. Ils sont présents de l'épisode 38 jusqu'à l'épisode 43, et refont une apparition dans l'épisode 48. L'équipe est constituée de :
- Nezi Phantom (ネジファントム, Neji Fantomu?) / Nezi Red (ネジレッド, Neji Reddo?)
- Nezi Vulgar (ネジヴァルガー, Neji Varugā?) / Nezi Black (ネジブラック, Neji Burakku?)
- Nezi Bizzare (ネジビザール, Neji Bizāru?) / Nezi Blue (ネジブルー, Neji Burū?)
- Nezi Sophia (ネジソフィア, Neji Sofia?) / Nezi Yellow (ネジイエロー, Neji Ierō?)
- Nezi Jealous (ネジジェラス, Neji Jerasu?) / Nezi Pink (ネジピンク, Neji Pinku?)
- Fake Mega Silver (フェイクメガシルバー, Feiku Mega Shiruba?) / Nezi Silver (ネジシルバー, Neji Shiruba?)

### Arsenal
- Digitizer (デジタイザー, Dejitaizā?) : Le principal outil spécial des Mega Rangers. Certains codes tapés sur le clavier ont une fonction précise :
  - 335 : Enclencher la transformation. (La commande est : « Install! Mega Ranger! » (インストール！メガレンジャー ！, Insutōru! Megarenjā!?).
  - 259 : Appeler les Cyber Sliders.
  - 761 : Appeler le Digitank.
  - 108 : Lancer la Mega Navette.
  - 541 : Enclencher la formation de Galaxy Mega.

- Mega Sniper (メガスナイパー, Mega Sunaipā?) : Arme standard des Mega Rangers.

- Keitaizer (ケイタイザー, Keitaizā?) : Le principal outil spécial de Mega Silver. Il dispose de deux codes précis :
  - 2580 - MEGA : enclencher la transformation. (La commande est : « Keitaizer, install! » (ケイタイザー、インストール ！, Keitaizā, insutōru!?).
  - 259 : Appeler Auto Slider.

### Mechas
- Galaxy Mega (ギャラクシーメガ, Gyarakushī Mega?) : formé à partir des deux véhicules suivants :
  - Mega Vaisseau (メガシップ, Mega Shippu?)
  - Mega Navette (メガシャトル, Mega Shatoru?)

L'assemblage a lieu à partir de la commande « Fusion électromagnétique ! » (電磁合体！, Denji Gattai!). Il est armé du Mega-sabre (メガサーベル, Mega Sāberu), du Mega-bouclier (メガシールド, Mega Shīrudo) et du pistolet Booster Rifle (ブースターライフル, Būsutā Raifuru). Au moment de porter le coup de grâce, les Mega Rangers disent : « Mega Flying Cutter! » (メガフライングカッター！, Mega Furaingu Kattā!).
- Delta Mega (デルタメガ, Deruta Mega?) (épisode 20) :

- Mega Voyager (メガボイジャー, Mega Boijā?) (épisode 32) : formé à partir des cinq véhicules suivants :
  - Rovoyager-1 (ロボイジャー１, Roboijā Wan?) : piloté par Mega Red.
  - Shuttle Voyager-2 (シャトルボウジャー２, Shatoru Boijā Tsū?) : piloté par Mega Black.
  - Rocket Voyager-3 (ロケットボイジャー３, Roketto Boijā Surī?) : piloté par Mega Blue.
  - Saucer Voyager-4 (ソーサーボイジャー４, Sōsā Boijā Fō?) : piloté par Mega Yellow.
  - Tank Voyager-5 (タンクボイジャー５, Tanku Boijā Faibu?) : piloté par Mega Pink.

L'assemblage a lieu à partir de la commande « Fusion galactique ! » (銀河合体！, Ginga Gattai!).
- Mega Winger (メガウインガー, Mega Uingā?) (épisode 36) : Mecha personnel de Mega Silver.

- Super Galaxy Mega (スーパーギャラクシーメガ, Sūpā Gyarakushī Mega?) : formé à partir de Galaxy Mega et de Delta Mega.

L'assemblage a lieu à partir de la commande « Super-fusion électromagnétique ! » (超電磁合体！, Chō Denji Gattai!).
- Wing Mega Voyager (ウイグメガボイジャー, Uingu Mega Boijā?) : formé à partir de Mega Voyager et de Mega Winger.

### Véhicules
- Cyber Sliders (サイバースライダー, Saibā Suraidā?) : véhicules employés par les Mega Rangers pour se déplacer dans l'espace :
  - Cyber Slider 1 (サイバースライダー１, Saibā Suraidā 1?) : Cyber Slider de Mega Red.
  - Cyber Slider 2 (サイバースライダー２, Saibā Suraidā 2?) : Cyber Slider de Mega Black.
  - Cyber Slider 3 (サイバースライダー３, Saibā Suraidā 3?) : Cyber Slider de Mega Blue.
  - Cyber Slider 4 (サイバースライダー４, Saibā Suraidā 4?) : Cyber Slider de Mega Yellow.
  - Cyber Slider 5 (サイバースライダー５, Saibā Suraidā 5?) : Cyber Slider de Mega Pink.
- Auto Slider (オートスライダー, Ōto Suraidā?) : Cyber Slider de Mega Silver. Il peut se transformer en moto.
- Digitank (デジタンク, Dejitanku?) : .

## Épisodes
1. Arrêtez-le ! L'envahisseur tordu (ゆるすな！ねじれた侵略者, Yurusu na! Nejireta Shinryakusha?)
2. Regardez venir ! Nous sommes le Galaxy Mega (見てくれ！俺たちのギャラクシーメガ, Mite Kure! Oretachi no Gyarakushī Mega?)
3. C'est donc vrai ! L'énorme bête Nejire (マジかよ！でっかいネジレ獣, Maji ka yo! Dekkai Nejirejū?)
4. Fracassant ! Le piège de Shiboléna (砕くぞ！シボレナの罠, Kudaku zo! Shiborena no Wana?)
5. Décide-toi ! C'est une bataille sournoise (キメるぜ！これが裏技バトル, Kimeru ze! Kore ga Urawaza Batoru?)
6. C'est fait ! Le Denjitank hurlant (やったね！爆走デジタンク, Yatta ne! Bakusō Dejitanku?)
7. Qu'est-ce ? Une groupie ennuyeuse (ナンなの？おっかけ迷惑娘, Nan na no? Okkake Meiwaku Musume?)
8. Nous perdons ! Un travail d'équipe renversé (負けるか！逆転チームワーク, Makeru ka! Gyakuten Chīmuwāku?) [2]
9. Inquiétez-vous ! Les démons menacent dans les CD (あばくぞ！魔物がひそむＣＤ, Abaku zo! Mamono ga Hisomu Shī Dī?)
10. Au revoir ! L'androïde triste (さよなら！哀しみのアンドロイド, Sayonara! Kanashimi no Andoroido?)
11. Danger ! La tentation de la rose rouge (あぶない！赤いバラの誘惑, Abunai! Akai Bara no Yūwaku?)
12. Problème ! Nous sommes des professeurs paresseux (こまるぜ！我らがぐうたら先生, Komaru ze! Warera ga Gūtara Sensei?)
13. Quelquefois ! Notre professeur est comme le vent (どきどき！先生は風のように, Dokidoki! Sensei wa Kaze no Yō ni?)
14. Surprise ! Nos voisins les Neziregia (びっくり！おとなりはネジレジア, Bikkuri! Otonari wa Nejirejia?)
15. Voyez comme lui ! La machine génialissime (見やぶれ！天才高校のカラクリ, Mi Yabure! Tensai Kōkō no Karakuri?)
16. Ce n'est pas bon ! Allons-nous mourir ? (激ヤバ！オレたち死ぬのか？, Gekiyaba! Oretachi Shinu no ka??)
17. C'est géant ! Voilà Super-Miku (すごすぎ！いけてるスーパーみく, Sugosugi! Iketeru Sūpā Miku?)
18. Protégez-le ! L'étrange garçon de la forêt (守るぞ！不思議な少年の森, Mamoru zo! Fushigi na Shōnen no Mori?)
19. Perforant ! Le point tenace de la mort (打ちこめ！不屈の必殺パンチ, Uchikome! Fukutsu no Hissatsu Panchi?)
20. Je veux perdre du poids ! Le régime douteux de Miku (たのむぜ！新ロボデルタメガ, Tanomu ze! Shin Robo Deruta Mega?)
21. Maintenant! Super-fusion, la vie est menacée (いまこそ！命をかけた超合体, Ima Koso! Inochi o Kaketa Chō Gattai?)
22. Éclatez ! Le labyrinthe maléfique (ぬけ出せ！悪魔のラビリンス, Nukedese! Akuma no Rabirinsu?)
23. Qu'est-ce ! Mon œuf de bête Nejire (なんでだ！オレのたまごはネジレ獣, Nande da! Ore no Tamago wa Nejirejū?)
24. Marginal ! Un nouveau visage argenté (独走！銀色のニューフェイス, Dokusō! Giniro no Nyū Feisu?)
25. Au plus tard ! Heure H. à 2,5 minutes (ギリギリ！タイムリミット２分半, Girigiri! Taimu Rimitto Nifunhan?)
26. Vraiment ? La fin de Neziregia (ホントか？ネジレジアの最期, Honto ka? Nejirejia no Saigo?)
27. Dégagez ! Le corail démoniaque qui attire la mort (けちらせ！死を呼ぶ魔のサンゴ, Kechirase! Shi o Yobu Ma no Sango?)
28. Il n'y a plus rien à faire! La turbulente grand-mère explosive (おてあげ！爆裂おばあちゃん旋風, Oteage! Bakuretsu Obāchan Senpū?)
29. やせたい！みくの怪しいダイエット (Yasetai! Miku no Ayashī Daietto?)
30. Explosion ! La combinaison de l'amitié (サク烈！友情のコンビネーション, Sakuretsu! Yūjō no Konbinēshon?)
31. Arrêtez-le ! La folle course de Gileel (止めるぜ！ギレールの暴走, Tomeru ze! Girēru no Bōsō?)
32. Est-ce la fin !? Situation désespérée pour le Galaxy Mega (終わりか！？絶体絶命ギャラクシーメガ, Owari ka!? Zettai Zetsumei Gyarakushī Mega?)
33. Allègrement ! Le romantique qui venait de la Lune (ウキウキ！月から来た恋人, Ukiuki! Tsuki Kara Kita Koibito?)
34. Je vous montre ! Le tire miraculeux du frère (見せるぜ！兄貴のミラクルシュート, Miseru ze! Aniki no Mirakuru Shūto?)
35. Surmontons ! La plus grande menace de Mega Silver (のりきれ！メガシルバー最大の危機, Norikire! Mega Shirubā Saidai no Kiki?)
36. Bats des ailes ! Les ailes de l'espoir dansent dans les cieux (はばたけ！宇宙（そら）に舞う希望の翼, Habatake! Sora ni Mau Kibō no Tsubasa?)
37. Pourquoi ? Chisato a la voix d'un vieil homme (どうして？千里がオヤジ声, Dōshite? Chisato ga Oyaji-goe?)
38. Un frisson ! Neziregia, l'escouade de criminels (戦慄！ネジレジアの凶悪戦隊, Senritsu! Nejirejia no Kyōaku Sentai?)
39. Mis à nu ! Le vrai visage de Mega Red (バレたぜ！メガレッドの正体, Bareta ze! Mega Reddo no Shōtai?)
40. Terrifiant ! Les femmes sont mauvaises (コワいぜ！バッドな女たち, Kowai ze! Baddo na Onnatachi?)
41. Abattus ! La terreur bleue, Nezi Blue (キレてる！青の恐怖ネジブルー, Kire-teru! Ao no Kyōfu Neji Burū?)
42. Nous y parviendrons ! Le chasseur du mal (ふりきれ！邪悪な追跡者, Furikire! Jāku na Tsuisekisha?)
43. Nous ne perdrons pas ! Le dernier affrontement la veille de Noël (負けない！決戦はクリスマスイブ, Makenai! Kessen wa Kurisumasu Ibu?)
44. Tranquillement ! La révolution la veille du Nouvel An de Kenta (お気楽！健太の年越し騒動, O-kiraku! Kenta no Toshikoshi Sōdō?)
45. Tenace ! La grande revanche de Hinélar (しぶとい！ヒネラーの大逆襲, Shibutoi! Hinerā no Dai Gyakushū?)
46. Arrêtez-le ! Départ pour l'enfer (阻むぞ！地獄への船出, Habamu zo! Jigoku e no Funade?)
47. Plongez ! L’effrayante cité de Hinélar (とびこめ！恐怖のヒネラーシティ, Tobikome! Kyōfu no Hinerā Shiti?)
48. Écrasez-le ! L'ambition sombre de Hinélar (つぶすぜ！ヒネラーの黒い野望, Tsubusu ze! Hinerā no Kuroi Yabō?)
49. 絶望！俺たちは嫌われ者！？ (Zetsubō! Oretachi wa Kiraware Mono!??)
50. Impressionnant ! Le voilà, le super-guerrier Yugande (壮絶！灼熱の超戦士ユガンデ, Sōzetsu! Shakunetsu no Chō Senshi Yugande?)
51. Attrapez-le ! Notre diplôme (つかむぜ！俺たちの卒業証書, Tsukamu ze! Oretachi no Sotsugyōshōsho?)

## Distribution
- Hayato (Kunihiko) Ooshiba : Kenta Date / Mega Red
- Atsushi Ehara : Koichirô Endō / Mega Black
- Masaya Matsukaze : Shun Namiki / Mega Blue
- Eri Tanaka : Chisato Jogasaki / Mega Yellow
- Mami Higashiyama : Miku Imamura / Mega Pink
- Shigeru Kanai : Yûsaku Hayakawa / Mega Silver
- Tetsuo Morishita : Dr Hinélar
- Asami Jō : Shibolena / Hizumina
- Ryūzaburō Ōtomo : Javious Ier
- Tomokazu Seki : Bibidebi
- Hirotaka Suzuoki : Yugande
- Tatsuyuki Jinai : Girel
- Toshiro Tantsu : Neji Phantom / Neji Red
- Kunihiko Yasui : Neji Vulgar / Neji Black
- Yoshiharu Yamada : Neji Bizzare / Neji Blue
- Masako Katsuki : Neji Sophia / Neji Yellow
- Erina Yamazaki : Neji Jealous / Neji Pink
- Satoru Saitō : Professeur Eikichi Kuboto
- Yuki Tanaka : Shōgo Kawasaki

## Production
- Auteur : Saburo Hatte
- Scénaristes : Junki Takagami, Naruhisa Arakawa, Yasuko Kobayashi
- Musique : Keiichi Oku
- Régisseur général : Hiroshi Butsuta
- Photographie : Masao Inokuma
- Régisseur : Shōjirō Nakazawa
- Coordinateur cascades : Michihiro Takeda (J.A.E.)
- Décors : Epson
- Producteurs : Kenji Ōta (TV Asahi), Shigenori Takadera, Naomi Takebe (Toei)
- Réalisateurs : Takao Nagaishi, Noboru Takemoto, Ryūta Tasaki, Masato Tsujino, Tarō Sakamoto

## Génériques
- Ouverture : Denji Sentai Megarenjā
  - Auteur : Saburo Hatte
  - Compositeur : Keiichi Oku
  - Interprète : Naoto Fūga

- Fin : Ki no sei kana
  - Auteur :Saburo Hatte
  - Compositeur : Masao Deguchi et Kōichirō Kameyama
  - Interprète : Naoto Fūga

- Fin (épisode 22-30) : Bomb Dancing Megarenjā
  - Auteur : Shōko Fujibayashi
  - Compositeur : Toshihiko Sahashi
  - Interprète : Hiruko Asakawa

## Exclusivités vidéo
- 1998 : Denji sentai Megaranger VS Carranger
- 1999 : Seijū sentai Gingaman VS Megaranger

## Produits dérivés
En 1998, elle fut remontée avec un support de scènes additionnelles par Saban Entertainment pour donner naissance à la série Power Rangers : Dans l'espace.